# Crèmeoogbuulbuul
De crèmeoogbuulbuul (Pycnonotus pseudosimplex) is een zangvogel uit de familie van de buulbuuls (Pycnonotidae). De vogel werd in 2019 geldig beschreven door Subir B. Shakya, Haw Chuan Lim, Robert G. Moyle, Mustafa Abdul Rahman, Maklarin Lakim en Frederick H. Sheldon. Het is een endemische vogel die voorkomt op de Borneo.

## Kenmerken
De vogel lijkt sprekend op de witoogbuulbuul (P. simplex) en werd beschouwd als een ras met witte iris op Borneo, zoals die voorkomen buiten het eiland Borneo. Er is moleculair genetisch onderzoek verricht aan de vogels met witte ogen die op Borneo voorkomen. Uit dit onderzoek bleek dat deze vogels meer verwant zijn met de grijsborstbuulbuul (P. cinereifrons) van Palawan (Filipijnen) en dat de vogels met rode ogen het meest verwant zijn met de witoogbuulbuuls met witte ogen die in Zuidoost-Azië voorkomen.

## Verspreiding en leefgebied
De crèmoogbuulbuul komt voor op Borneo. Het leefgebied is beperkt tot verouderd bos op grotere hoogten.

## Status
De grootte van de populatie is niet gekwantificeerd maar de soort is veel minder algemeen dan de witoogbuulbuul die in hetzelfde gebied voorkomt. Op de Rode lijst van de IUCN heeft deze soort de status niet bedreigd.